# Wii Fit Plus
 (avril 2017).
Si vous disposez d'ouvrages ou d'articles de référence ou si vous connaissez des sites web de qualité traitant du thème abordé ici, merci de compléter l'article en donnant les références utiles à sa vérifiabilité et en les liant à la section « Notes et références ».
Wii Fit Plus (Wiiフィットプラス, Wii Fitto Purasu) est un jeu vidéo de simulation de sport, développé par Nintendo EAD et édité par Nintendo, publié sur Wii le 1er octobre 2009 au Japon suivi du 4 octobre 2009 aux États-Unis et le 30 octobre 2009 en Europe. Il ne s’agit pas d'une suite mais d'une amélioration du jeu Wii Fit.
Wii Fit Plus a été annoncé lors de l’E3 2009. En plus de comprendre l'intégralité de Wii Fit, il propose également quinze nouvelles activités pour la Wii Balance Board, trois nouvelles poses de yoga et trois nouveaux exercices de musculation. Une nouvelle fonction du jeu est de compter le nombre de calories brûlées après chaque entrainement. Le joueur peut se fixer un objectif quotidien de calories. Il est également possible de faire des programmes d’entraînements qui enchaînent plusieurs activités les unes à la suite des autres. Enfin, il est maintenant possible d'inscrire son animal de compagnie ou son bébé afin de suivre leur poids.
Le monde du jeu est la même île que dans Wii Sport Resort, soit l'île Wuhu.
Initialement prévu pour être compatible avec le Wii Vitality Sensor, ce projet a été annulé à cause du manque de fiabilité de l'accessoire.

## Système de jeu
Entrainement Plus
1. Champiflip : Avec votre bassin, additionnez les chiffres afin de faire un total donné en fonction du niveau choisi.
2. Parcours aérien : Course à obstacle de style Gantelet.
3. Poule planée : Battez des bras et atterrissez sur une série de plates-formes pour marquer des points.
4. Ca va swinguer : Simulateur d'élan de golf. Il analysera votre élan et vous donnera des pistes pour l'améliorer.
5. Skatepark : Simulateur de planche à roulettes.
6. Bataille d'hiver : Bataille de boules de neige en style combat à la première personne.
7. Kung-Fu en cadence : Suivez le rythme et faites les poses demandées au bon moment.
8. Vélidrapeau : Circuit de vélo. Pédalez en marchant sur la balance.
9. Circuit Segway : Circuit de Segway.
10. Jeu de billes Plus : Nouvelle édition du Jeu de billes.
11. Majorette : Marchez en suivant le rythme et en suivant les mouvements avec les bras.
12. Jonglerie en folie : Jonglez avec jusqu'à 5 balles en restant en équilibre sur un ballon.
13. Boules Maboules : À l'aide de plateformes pivotantes contrôlées par la balance et la Wiimote envoyez les billes de couleurs dans les tuyaux de couleurs correspondantes.
14. Promenade en bulle Plus : Nouvelle édition du jeu Promenade en bulle.
15. Jogging Plus : Nouveau parcours de jogging. Un test d'observation sera proposé à la fin du circuit.

## Accueil

### Critiques
Le jeu a reçu des critiques globalement très positives. Les sites de compilations de critiques GameRankings et Metacritic lui accordent une moyenne de 80 %, calculée respectivement sur dix-huit et trente-trois critiques,.

### Ventes
Il s'est vendu 340 000 copies de Wii Fit Plus lors des quatre premiers jours après le lancement.